# Constantia (Kapstadt)

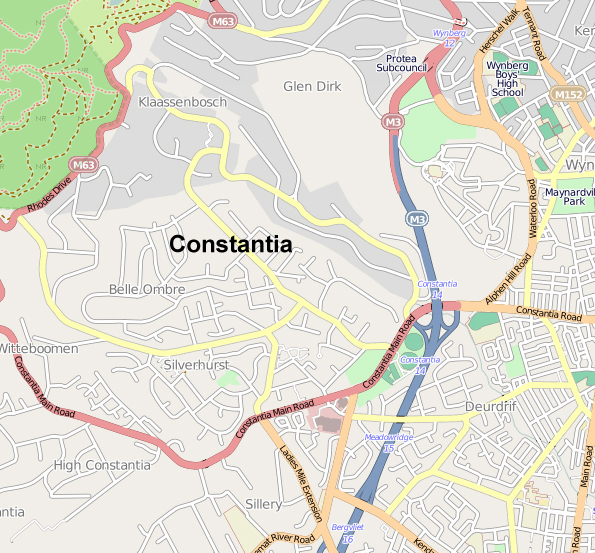
Übersichtskarte des Stadtteils

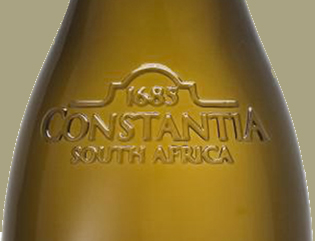
Flaschenprägung der Constantia-Weingüter

Constantia ist ein südlicher Vorort der südafrikanischen Stadt Kapstadt und zugleich Stadtteil der Metropolgemeinde City of Cape Town. Im Jahre 2011 hatte er 12.564 Einwohner. Der Stadtteil ist vor allem durch seine Weingüter bekannt und gilt als exklusives Villenviertel.

## Geografie
Das Stadtteil liegt auf der Kap-Halbinsel und erstreckt sich über die nach Osten abfallenden Hänge des südlichen Tafelbergmassivs. Im Norden und Osten wird die Ortslage durch den Taleinschnitt des Diep River begrenzt.
Constantia ist ein Ausflugsziel für Touristen, besonders die sogenannte Constantia Wine Route, wo die Weingüter Groot Constantia, Klein Constantia, Buitenverwachting, Constantia Uitsig und Steenberg besucht werden können. Das kühle Mikroklima zwischen Tafelberg und der Hout Bay bestimmt den Charakter der Weine aus dem Constantia-Tal. Sie werden in speziell geprägte Flaschen abgefüllt, weil sie nur aus Reben hergestellt werden, die ausschließlich im Tal angebaut wurden.
Auch das Pollsmoor-Gefängnis, in dem Nelson Mandela nach seiner 18 Jahre langen Haft auf Robben Island von 1982 bis 1989 inhaftiert war, befindet sich hier im Ortsteil Tokai. Constantia liegt an den östlichen Hängen des Tafelberges und der Constantiaberge.
Vom Constantia Nek (dem Gebiet zwischen dem Tafelberg und dem Constantiaberg) aus gibt es einen Wanderweg zum Botanischen Garten Kirstenbosch.

## Geschichte
Der Gouverneur Simon van der Stel bekam 1683 ein großes Grundstück im Constantia-Tal auf der Rückseite des Tafelberges für seine Verdienste für die Vereenigde Oostindische Compagnie geschenkt. Er ließ zunächst verschiedene Kulturpflanzen anbauen, um die Schiffe von und nach Indien mit Proviant zu versorgen. Es zeigte sich, dass im Constantia-Tal wegen der ständigen Winde und des relativ kalten Winters bestimmte Rebsorten am besten gediehen, und so spezialisierte er sich auf den Weinanbau. 1685 wurde eine Eichenallee angelegt, aber es stellte sich heraus, dass die Eichen aufgrund der klimatischen Bedingungen am Kap viel zu schnell wuchsen und daher für die Herstellung von Fässern und Korken ungeeignet sind. Die Allee ist bis heute erhalten. Nach dem Tode des Gouverneurs war die Farm schnell heruntergewirtschaftet, Constantia wurde 1716 verkauft und in die Weingüter Groot Constantia, Klein Constantia, Buitenverwachting, Constantia Uitsig und Steenberg aufgeteilt.

## Groot Constantia

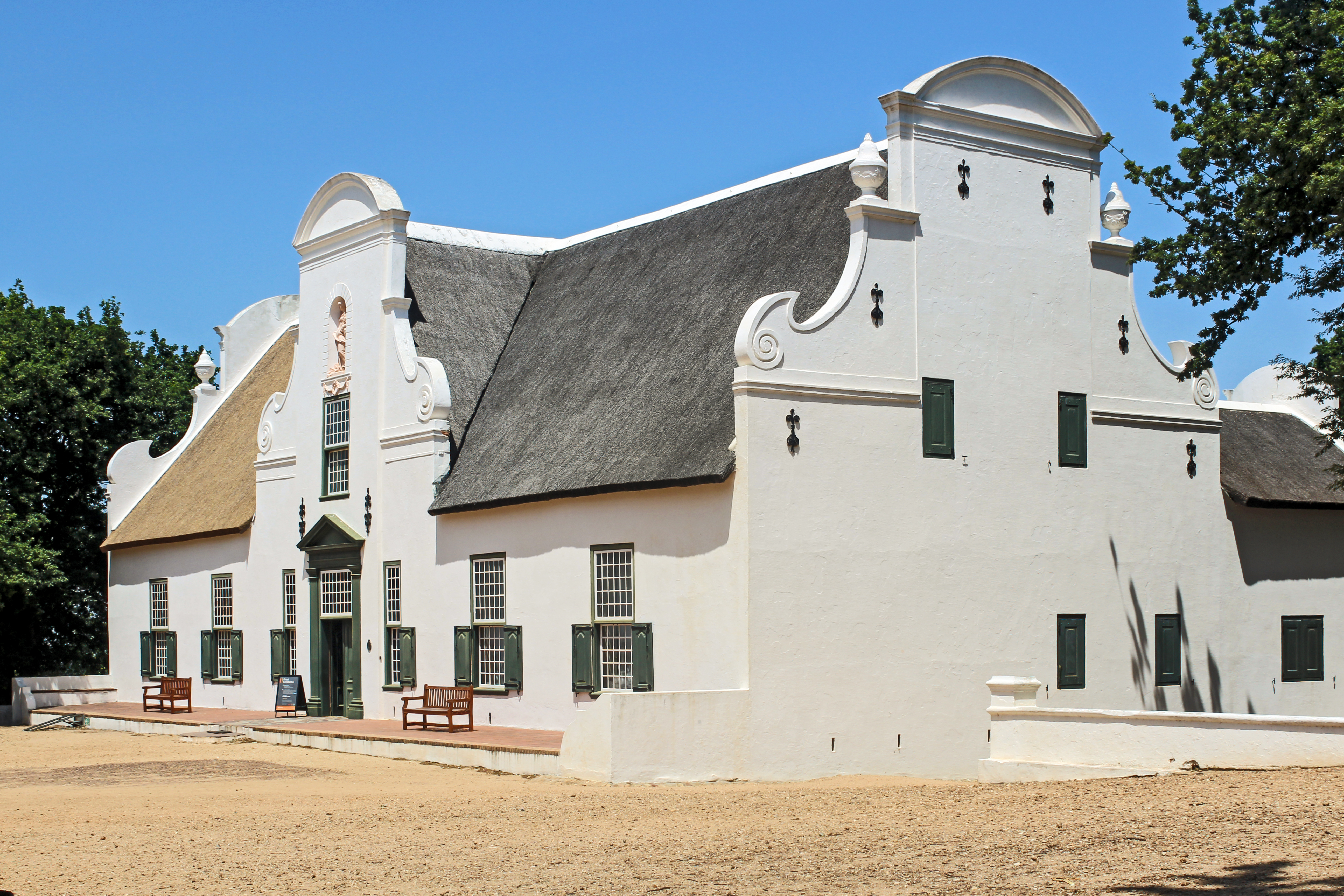
Groot Constantia

Simon van der Stel, der erste Gouverneur der niederländischen Kapkolonie, beschloss auf seinem 750 Hektar Landgut Groot Constantia die ersten Weinstöcke anzupflanzen. Der Constantia-Wein erfreute sich im 18. und 19. Jahrhundert selbst beim europäischen Adel großer Beliebtheit.
Groot Constantia ist ein Beispiel für den Baustil der Kapholländer und eine bekannte architektonische Sehenswürdigkeit im Gebiet. Das Gebäude aus dem Jahr 1684 brannte 1925 zwar vollständig ab, wurde jedoch originalgetreu wieder aufgebaut. Es beinhaltet heute ein Museum mit antiken Möbeln, Gemälden, Glaswaren und Porzellan. Ein Giebel über einem Weinkeller ist mit Stuckreliefs von Anton Anreith von 1791 verziert.